# Nestlé
Nestlé (полное название — Nestlé Société Anonyme, в русской транслитерации — «Нестле С. А.», «акционерное общество Нестле́») — швейцарская транснациональная компания, крупнейший в мире производитель продуктов питания. Штаб-квартира компании находится в швейцарском городе Веве (фр. Vevey).
Nestlé производит растворимый кофе, минеральную воду, шоколад, мороженое, бульоны, молочные продукты, детское питание, корм для домашних животных. Основные торговые марки — KitKat, Maggi, Nescafe, Nesquik, Nestea, Buitoni, Nespresso, Thomy, Purina. Владеет 20 % акций косметической компании L’Oréal. Основным рынком сбыта продукции являются США, на них приходится немногим менее трети оборота концерна.
Компания была объектом различных споров, критики и бойкотов по поводу её маркетинга детской смеси в качестве альтернативы грудному вскармливанию в развивающихся странах, использования детского труда при производстве какао, а также производства и продвижения воды в бутылках.

## История

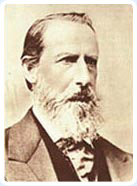
Анри Нестле

### Основание компании
Один из двух основных предшественников компании, «Англо-швейцарская компания сгущённого молока», была основана в 1866 году в Хаме (кантон Цуг) американским консулом в Швейцарии Чарльзом Пейджем и его братом Джорджем. Компания начала производство сгущённого молока по технологии, разработанной 12 годами ранее американцем Гейлом Борденом. В 1872 году компания открыла завод в Англии, своём основном рынке сбыта.
В 1867 году швейцарский фармацевт Анри Нестле начал продажу «Молочной муки Анри Нестле» (фр. Farine Lactée Henri Nestlé), смеси из коровьего молока, пшеничной муки и сахара, которая использовалась для искусственного кормления младенцев, не получающих материнского молока. К 1873 году его фабрика в Веве выпускала по 2 тыс. банок смеси в день, но этого не хватало для выполнения заказов, и в 1874 году Нестле продал свой бизнес за 1 млн франков швейцарскому политику Жюлю Моннера (Jules Monnerat), который начал расширение производства. Начиная с конца 1870-х годов между «Англо-швейцарской» и «Нестле» началась конкурентная борьба: первая запустила производство детского питания, а вторая ответила началом производства сгущёнки. Обе компании расширили сферу деятельности в другие страны Европы и в США.

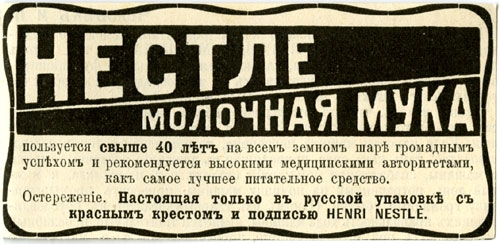
Реклама Нестле, Россия, 1910-е

В 1905 году «Англо-швейцарская компания сгущённого молока» и «Нестле» объединились; на то время у них было 7 заводов в Швейцарии, 6 в Великобритании, 3 в Норвегии, по одному в США, Германии и Испании. В 1906 году в Австралии (своём втором крупнейшем экспортном рынке) была куплена Cressbrook Dairy Company, а к 1920 году — ещё три компании. В годы Первой мировой войны компания получала крупные государственные заказы на свою продукцию, но в то же время испытывала перебои с сырьём, поэтому было куплено несколько предприятий в США и других странах, где не проходили боевые действия. К 1917 году число заводов компании достигло 40, в 1918 году объём производства был вдвое больше, чем в 1914 году. В 1920 году был открыт первый завод в Латинской Америке (Арарас, Бразилия).
В 1921 году число предприятий компании достигло 80, но этот год стал первым, который Nestlé закончила с убытком. В 1928 году был поглощён один из крупнейших производителей шоколада, швейцарская компания Peter, Cailler, Kohler, Chocolats Suisses S.A. с 13 фабриками в Европе, Южной Америке и Австралии. Компания продолжала расти и в годы Великой депрессии, расширяя присутствие в Южной и Северной Америке, Европе и Азии; в то же время несколько предприятий было закрыто, включая два старейших завода в Хаме и Веве. Во второй половине 1930-х годов были созданы две холдинговые компании: Nestlé and Anglo-Swiss Holding Company Ltd. в Швейцарии и Unilac Inc. в Панаме.
В 1930 году Бразильский Институт кофе обратился к руководству компании с просьбой помочь в разработке новых видов продуктов, способных решить проблемы сбыта излишков кофе в Бразилии. Результатом восьмилетних исследований стал растворимый кофе Nescafé, производство которого началось в 1938 году в Швейцарии, а в 1939 году он был выпущен на рынок США. В начале 1940-х годов компания начала производство растворимого чая Nestea.
С началом Второй мировой войны большая часть персонала штаб-квартира была переправлена в Стамфорд (Коннектикут, США), откуда руководила международными операциями до 1945 года. За годы войны объём продаж Nestlé вырос со 100 млн до 225 млн долларов, в том числе в США с 14 млн до 60 млн долларов. В значительной мере этот рост был обеспечен снабжением армий воюющих стран по обе стороны фронта.
В послевоенные годы начался период крупных поглощений. Первым из них в 1947 году стала компания Alimentana S.A., производитель приправ, концентратов супов и бульонных кубиков Maggi; объединённая компания называлась Nestlé Alimentana SA. В 1950 году был куплен британский производитель консервов Crosse and Blackwell. Скандинавский производитель замороженных продуктов Findus был куплен в 1963 году. В 1966 году была разработана технология получения сухозамороженных концентратов (лиофилизация), первым продуктом по этой технологии стал сублимированный кофе под брендом Taster’s Choice. В 1970-х годах продолжилось расширение сферы интересов: в 1971 году был куплен американский производитель соков Libby, в 1973 году — компания по производству замороженных готовых блюд Stouffer's, в 1974 году — крупный пакет акций французской косметической компании L’Oréal. В 1977 году была куплена техасская фармацевтическая компания Alcon Laboratories, а через два года — производитель контактных линз Burton, Parsons and Company Inc.
В 1979 году официальным названием компании стало Nestlé S.A. К этому времени значительная часть деятельности приходилась на развивающиеся страны, в них находилось 80 из 303 предприятий Nestlé. Во многих развивающихся странах компания активно продвигала своё детское питание, которое нередко применялось неправильно (разводилось грязной водой, использовалось недостаточное количество порошка и т. д.). Реакцией на такой агрессивный маркетинг стал бойкот продукции Nestlé в США, Европе и других регионах с 1977 года по начало 1980-х годов, который стоил компании около 40 млн долларов. В 1985 году за 3 млрд долларов была куплена американская компания Carnation, производитель молочной продукции и кормов для животных Friskies; в том же году был приобретён третий крупнейший в США производитель кофе Hills Brothers. В 1986 году была создана дочерняя компания Nespresso по производству молотого кофе в капсулах. В 1988 году был куплен крупнейший производитель шоколада в Великобритании, компания Rowntree Mackintosh Confectionery, эта сделка обошлась 2,55 млрд фунтов стерлингов и включала бренды KitKat, Rolo, Smarties и Aero. В том же году был куплен итальянский производитель макарон Buitoni. В 1991 году было сделано 31 приобретение, в частности Nestlé вышла на рынки КНР и Восточной Европы. В сентябре 1991 года было создано совместное предприятие с The Coca-Cola Company, названное Coca-Cola Nestlé Refreshment Company, по производству готовых кофейных и чайных напитков. В 1992 году за 2,3 млрд долларов был куплен французский производитель минеральной воды Source Perrier, тогда же был поглощён и ещё один бутилировщик воды, Vittel. Во второй половине 1990-х годов основными направлениями развития стали минеральная вода, мороженое и корма для домашних животных.
По состоянию на начало XXI века у компании было около 500 фабрик в 78 странах, оборот составлял 70 млрд швейцарских франков. Портфель брендов насчитывал 8500 наименований, структура Nestlé была децентрализированной, филиалы в различных странах могли адаптировать ассортимент продукции под местные вкусы; одного только Nescafé существовало около 200 вариаций. Однако в начале века началось проведение реорганизации, отдельные страны были объединены в регионы, сокращено число брендов и их вариаций. Самым крупным приобретением начала века стал производитель кормов для животных Ralston Purina в 2002 году за 10,3 млрд долларов; на этом рынке Nestlé сравнялась с мировым лидером, компанией Mars, по объёму продаж.

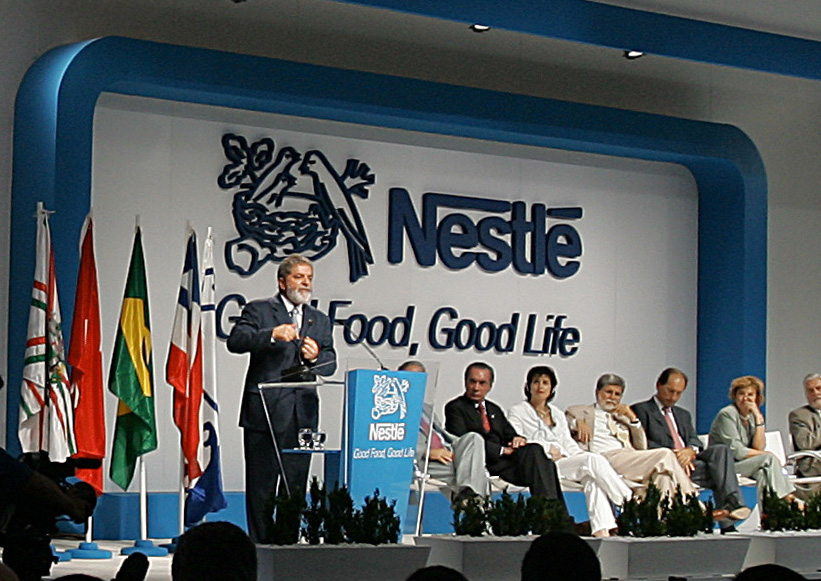
Президент Бразилии Лула да Силва на открытии фабрики Nestlé в штате Баия (Бразилия)

В декабре 2005 года Nestlé приобрела греческую компанию Delta Ice Cream за 240 миллионов евро, а в январе 2006 года в её полное владение переходит Dreyer’s. Это позволило Nestlé стать крупнейшим производителем мороженого в мире, контролирующим 17,5 % рынка.
В ноябре 2006 Nestlé приобрела подразделение Medical Nutrition у Novartis Pharmaceutical за $2,5 млрд. В апреле 2007 Nestlé купила производителя детского питания Gerber за $5,5 миллиардов. В 2010 году была продана компания Alcon, швейцарская фармацевтическая группа Novartis заплатила за неё около 40 млрд долларов. Также в 2010 году была основана дочерняя компания Nestlé Health Science по разработке продуктов питания с лечебными свойствами.
Дальнейшие приобретения включают 60-процентную долю в китайском производителе снеков Hsu Fu Chi International Ltd. (в июле 2011 года за S$1,7 млрд), подразделение детского питания Pfizer (в апреле 2012 года за $11,9 млрд), контрольный пакет акций американского производителя кофе Blue Bottle (в сентябре 2017 года за $425 млн).
В январе 2018 года была продана американская часть подразделения кондитерской продукции, её купила итальянская компания Ferrero за $2,8 млрд. В мае 2018 года было заключение сделки с американской компанией Starbucks на сумму $7,15 млрд, дающее право Nestlé продавать кофе под торговой маркой Starbucks по всему миру.
В 2021 году за 5,75 млрд долларов было куплено большинство брендов американской The Bountiful Company; под этими брендами (Nature’s Bounty, Solgar, Osteo Bi-Flex и Puritan’s Pride) выпускаются витамины и пищевые добавки.

## Собственники и руководство
Компанией Nestlé выпущено 2,67 млрд акций номинальной стоимостью 0,1 швейцарского франка каждая. Их общая стоимость (рыночная капитализация) на ноябрь 2023 года составляла 265 млрд швейцарских франков (297 млрд долларов США). Акции компании обращаются на Швейцарской бирже, а американские депозитарные расписки обращаются на внебиржевом рынке OTC Markets Group. Основная часть акционерного капитала принадлежит инвесторам из Швейцарии (37 %) и США (33 %), далее следуют Великобритания (6 %), Германия (5 %), Канада (3 %). Среди крупнейших акционеров по состоянию на 2023 год были The Vanguard Group (3,50 %), Государственный пенсионный фонд Норвегии (2,92 %), Capital Research & Management Co. (1,85 %), BlackRock Fund Advisors (1,67 %), UBS Asset Management Switzerland (1,43 %), Credit Suisse Asset Management (Schweiz) (1,32 %), Zürcher Kantonalbank (1,06 %); казначейские акции составляли 3,066 %.
Питер Брабек-Летмате (англ. Peter Brabeck-Letmathe) — заслуженный председатель, председатель совета директоров с 2008 года по апрель 2017 года. Родился в 1944 году в Австрии. В Nestlé с 1968 года. С 1997 по 2008 год занимал пост главного управляющего директора (CEO). Также является вице-председателем L’Oreal S.A., вице-председателем совета директоров Credit Suisse Group и член правления Exxon Mobil Corporation. Вдобавок, председатель Группы водных ресурсов (Water Resources Group, WRG), член Европейского круглого стола промышленников и Всемирного экономического форума. Петер Брабек-Летмате навлёк на себя значительную порцию критики, сделав в интервью в 2005 году замечание о том, что водные ресурсы должны быть приватизированы, поскольку, по его мнению, доступность дешёвой воды ведёт к её нерациональному использованию.
Пол Бюльке (англ. Paul Bulcke) — председатель правления с апреля 2017 года, главный управляющий директор с 2008 по 2016 год. Родился в 1954 году в Бельгии. В Nestlé с 1979 года. Также член совета директоров Roche Holding Ltd. и L’Oreal S.A..
Ролан Фрекс (Laurent Freixe) — главный управляющий директор с 23 августа 2024 года, до этого возглавлял латиноамериканское подразделение.
Другие члены совета директоров:
- Анри де Кастри (англ. Henri de Castries) — вице-председатель и ведущий независимый член совета директоров с 2012 года, до этого в течение 20 лет возглавлял французскую страховую компанию AXA, также член совета директоров HSBC Holdings.
- Пабло Исла (англ. Pablo Isla) — независимый член совета директоров с 2018 года, также с 2011 года председатель совета директоров и CEO испанской компании Inditex.
- Ренато Фассбинд (Renato Fassbind) — независимый член совета директоров с 2015 года; с 2004 по 2010 год был главным финансовым директором Credit Suisse Group AG; также вице-председатель Swiss Re AG и член совета директоров Kuehne + Nagel International AG.
- Ева Чен (англ. Eva Cheng) — независимый член совета директоров с 2013 года, ранее занимала высокие посты в компаниях Trinity и Amway.
- Патрик Эбишер (англ. Patrick Aebischer) — независимый член совета директоров с 2015 года, с 2000 по 2016 год был президентом швейцарского федерального политехнического института в Лозанне; также входит в совет директоров Lonza Group.
- Кимберли Росс (Kimberly A. Ross) — независимый член совета директоров с 2018 года; до этого была главным финансовым директором компаний Baker Hughes (2014—2017 годы) и Avon Products (2011—2014 годы).
- Дик Боэр (англ. Dick Boer) — независимый член совета директоров с 2019 года, с 2011 по 2018 год возглавлял сеть супермаркетов Ahold Delhaize.
- Динеш Паливал (англ. Dinesh Paliwal) — независимый член совета директоров с 2019 года, также партнёр в Kohlberg Kravis Roberts, ранее возглавлял Harman International Industries (2007—2020).
- Ханне Хименес де Мора (Hanne Jimenez de Mora) — независимый член совета директоров с 2020 года, основательница и председатель консультационной компании a-connect (group) AG.
- Линдиве Сибанда (англ. Lindiwe Majele Sibanda) — независимый член совета директоров с 2021 года, профессор Преторийского университета.
- Лука Маэстри (Luca Maestri) — независимый член совета директоров с 2022 года, главный финансовый директор Apple.
- Крис Леон (Chris Leong) — независимый член совета директоров с 2022 года, главный директор по маркетингу Schneider Electric.

## Деятельность
Основные подразделения Nestlé по состоянию на 2022 год:
- Zone North America — деятельность в США и Канаде; оборот составил CHF 26,3 млрд, из них 10,9 млрд — корма для животных, 5,3 млрд — полуфабрикаты и приправы, 3,9 млрд — кофе и другие напитки, 3,1 млрд — молокопродукты и мороженое; 57 фабрик (55 в США) и 39 тыс. сотрудников;
- Zone Europe — деятельность в Европе; оборот составил CHF 19,1 млрд, из них 13,3 млрд в Западной Европе, 5,1 млрд — кофе и другие напитки, 4,7 млрд — корма для животных, 3,1 млрд — кондитерские изделия, 2,8 млрд — полуфабрикаты и приправы; 83 тыс. сотрудников, 106 фабрик (14 во Франции, 13 в Германии по 10 в Швейцарии и Испании, 9 в Великобритании, по 7 в Израиле и Италии, 6 в России);
- Zone Asia, Oceania and Africa — деятельность в Азии (исключая Китай), Австралии, Океании и Африке; оборот составил CHF 18,5 млрд, из них страны ASEAN — 7,1 млрд, Океания и Япония — 3,0 млрд, юг Азии — 3,2 млрд, Ближний Восток и Африка — 5,2 млрд, наибольшие продажи имели кофе и другие напитки (6,1 млрд), молокопродукты и мороженое (3,6 млрд), детское питание (3,5 млрд), полуфабрикаты и приправы (2,6 млрд); 68 тыс. сотрудников, 93 фабрики (по 8 в Таиланде и Индии, по 6 в Австралии, Малайзии и Вьетнаме, по 5 в Саудовской Аравии, Филиппинах и ЮАР);
- Zone Latin America — деятельность в Латинской Америке, оборот составил CHF 11,8 млрд, из них 3,0 млрд — молокопродукты и мороженое, 2,4 млрд — кофе и другие напитки, 2,1 млрд — кондитерские изделия, 1,7 млрд — детское питание, 1,6 млрд — корма для животных; 60 тыс. сотрудников, 65 фабрик (по 12 в Бразилии и Мексике, 9 в Чили, 6 в Аргентине, по 5 в Колумбии и Венесуэле);
- Zone Greater China — деятельность в Китае, оборот составил CHF 5,4 млрд, из них 1,3 млрд — детское питание, 1,1 млрд — молокопродукты и мороженое, 1,0 млрд — кофе и другие напитки; 23 фабрики, 24 тыс. сотрудников.

Компании принадлежит более 2000 торговых марок, 29 из них имеют объём продаж более 1 млрд долларов каждая. Основные группы товаров, объём продаж и основные бренды в 2022 году:
- растворимые и жидкие напитки — CHF 25,2 млрд, бренды Nescafé, Nescafé Dolce Gusto, Nespresso, Starbucks, Blue Bottle Coffee, Roastelier, Milo, Nesquik, Nestea, Nescau;
- корм для животных — CHF 18,1 млрд, бренды Purina, Fancy Feast, Friskies, Pro Plan, Alpo, One, Gourmet, Cat Chow, Dog Chow, Tails.com, Lily‘s Kitchen, Tidy Cats, Merrick и Beneful;
- детское и медицинское питание — CHF 15,7 млрд, бренды Nan, Illuma, Gerber, S-26, Nestum, Materna, Cerelac, Beba, Lactogen, Sma, Boost, Garden of Life, Pure Encapsulations, Persona, Vital Proteins, Zenpep, Peptamen, Palforzia, Nuun, Nature‘s Bounty, Orgain;
- пищевые концентраты и полуфабрикаты — CHF 12,5 млрд, бренды Maggi, Buitoni, Stouffer‘s, Original Wagner, Thomy, Lean Cuisine, Life Cuisine, Di Giorno, Chef, Minor‘s, Sweet Earth, Garden Gourmet, Hot Pockets, Freshly;
- молочные продукты и мороженое — CHF 11,3 млрд, бренды Nido, Bear Brand, LC1 Probiotic, Nesvita, Carnation, La Laitière, Coffee Mate, Wunda, Ice Cream Nestlé, Hăagen Darz, Movenpick;
- кондитерские изделия — CHF 8,1 млрд, бренды Nestlé, KitKat, Cailler, Garoto, Nuts;
- вода — CHF 3,5 млрд, бренды Poland Spring, Perrier, S. Pellegrino, Vittel, Acqua Panna, Essentia E+, Buxton, LaVie и PureLife.

Основные регионы сбыта продукции в 2022 году:
- США — CHF 30,31 млрд;
- Китай — CHF 5,84 млрд;
- Бразилия — CHF 3,76 млрд;
- Франция — CHF 3,56 млрд;
- Великобритания — CHF 3,41 млрд;
- Канада — CHF 2,69 млрд;
- Филиппины — CHF 2,67 млрд;
- Мексика — CHF 2,46 млрд;
- Германия — CHF 2,32 млрд;
- Индия — CHF 1,96 млрд;
- Австралия — CHF 1,51 млрд;
- Чили — CHF 1,30 млрд;
- Швейцария — CHF 1,11 млрд.

В списке крупнейших публичных компаний мира Forbes Global 2000 Nestlé в 2023 году заняла 50-е место.
|                         | 2000…  | 2005…  | 2010  | 2011  | 2012  | 2013  | 2014  | 2015  | 2016  | 2017  | 2018  | 2019  | 2020  | 2021  | 2022  |
| ----------------------- | ------ | ------ | ----- | ----- | ----- | ----- | ----- | ----- | ----- | ----- | ----- | ----- | ----- | ----- | ----- |
| Оборот                  | 81,42… | 91,12… | 93,02 | 83,64 | 89,72 | 92,16 | 91,61 | 88,79 | 89,47 | 89,59 | 91,44 | 92,57 | 84,34 | 87,09 | 94,42 |
| Чистая прибыль          | 5,763… | 8,081… | 34,23 | 9,487 | 10,23 | 10,02 | 14,46 | 9,066 | 8,531 | 7,156 | 10,14 | 12,61 | 12,23 | 16,91 | 9,270 |
| Активы                  | 65,52… | 102,7… | 111,6 | 114,1 | 125,9 | 120,4 | 133,5 | 124,0 | 131,9 | 133,2 | 137,0 | 127,9 | 124,0 | 139,1 | 135,2 |
| Собственный капитал     | 29,90… | 47,50… | 61,87 | 56,80 | 61,01 | 62,58 | 70,13 | 62,34 | 64,59 | 62,23 | 58,40 | 52,04 | 45,70 | 53,14 | 41,98 |
| Рыночная капитализация  |        | 152,6… | 178,3 | 171,3 | 190,0 | 208,3 | 231,1 | 229,9 | 226,3 | 256,2 | 237,4 | 301,8 | 293,6 | 351,7 | 285,9 |
| Сотрудников (тыс. чел.) | 225…   | 250…   | 281   | 328   | 333   | 333   | 339   | 335   | 328   | 323   | 308   | 291   | 273   | 276   | 275   |

### Nestlé в России

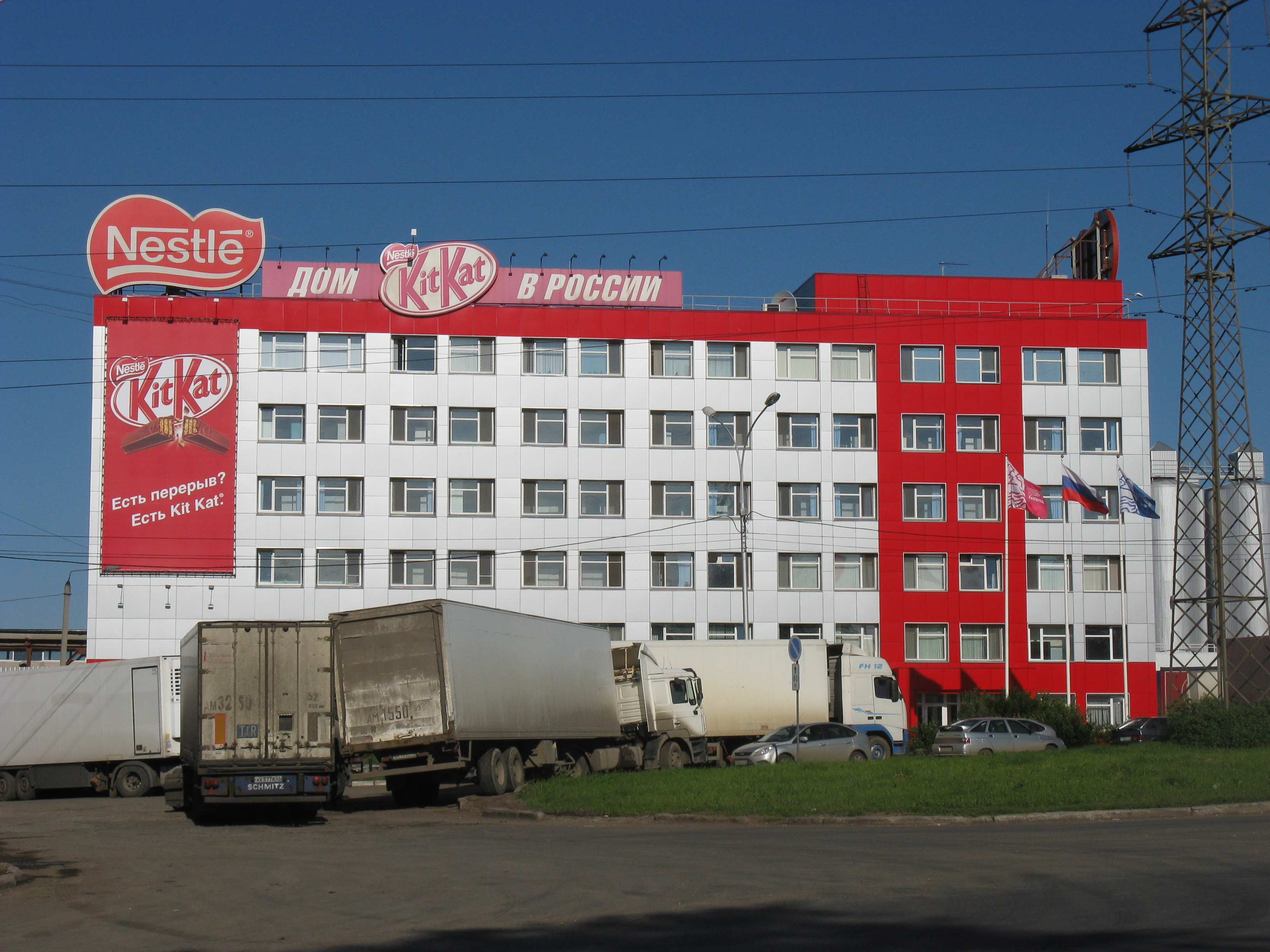
Кондитерская фабрика «Камская» в Перми

В России компания выпускает широкий спектр пищевой продукции под торговыми марками Нескафе́, Goodmix, «Хрутка», Sunreme, «Россия — щедрая душа», «Бон Пари», Nuts, «Комильфо», Maggi, Perrier, Felix, Purina ONE, «Гурмэ», «Дарлинг» и др.
Представительство Nestlé в России действует с апреля 1994 года. Генеральный директор представительства — Денис Войтюк (с 17 января 2023 года).
В России Nestlé контролирует следующие предприятия:
- шоколадная фабрика «Россия» (Самара),
- фабрика мороженого в Жуковском, Московской области,
- завод Maggi в Вязниках, Владимирской области,
- кондитерская фабрика «Камская» (Пермь),
- фабрика растворимого и сублимированного кофе (Тимашёвск, Краснодарский край),
- завод детского питания и фабрика «Быстров» (варимые каши и каши моментального приготовления, Вологда),
- фабрика корма для домашних животных (посёлок Ворсино, Калужская область)
- и др.

В июне 2010 года компания объявила о начале строительства фабрики по производству продукции Maggi (суповые концентраты) в Вязниковском районе Владимирской области. Объём продаж составляет 74,78 % всех заводов Maggi в СНГ.
В 2011 году объём продаж компании в России вырос на 11,2 % — до 66,8 млрд руб.
Компания является спонсором Балета Большого театра.
В январе 2022 года компания объявила, что все производственные площадки в России будут переведены на «зелёную» энергию — ветровые электростанции.
10 марта 2022 года в связи с вторжением России в Украину компания сообщила о приостановке рекламы, а также капитальных инвестиций на рынке России.

### Nestlé и Украина
На территории Украины компания Nestlé выпускает широкий спектр пищевой продукции под торговыми марками Nescafe, Nesquik, Nestlé, Maggi, Purina, «Торчин», «Світоч» и др.
В 1994 году Societe pour l’Exportation des Produits Nestlé S.A. открыло своё представительство в Киеве. В 1998 году Nestlé приобрела контрольный пакет акций одного из значительных кондитерских производителей Украины — Львовской кондитерской фабрики «Світоч». В мае 2003 года в Киеве основана компания «Нестле Украина».
В марте 2003 года Nestlé приобрела 100 % акций луцкой компании «Волыньхолдинг», которая специализируется на производстве холодных соусов (майонез, кетчуп, горчица, соусы) под торговой маркой «Торчин». В феврале 2010 года Nestlé приобрела «ООО Техноком» — производителя популярной лапши быстрого приготовления «Мивина».
2 ноября 2023 года Национальное агентство Украины по предотвращению коррупции внесло Nestle в список «международных спонсоров войны», так как компания продолжает вести свою деятельность в России.

### Nestlé Bear Brand (Азия и Африка)
Nestlé Bear Brand — это торговая марка стерилизованных молочных напитков, представленная в 1906 году компанией Nestlé. В настоящее время она пользуется большим спросом в Юго-Восточной Азии и также достаточно популярна в Африке и Швейцарии. Также Bear Brand продаётся под названиями Marca Oso (испаноязычные страны), Susu Cap Beruang (Индонезия) и Bärenmarke (Швейцария).
На логотипе Bear Brand сначала были изображены медведица-мать с медвежонком, но в 2004 году на логотипе оставили только медвежонка и добавили стакан молока.

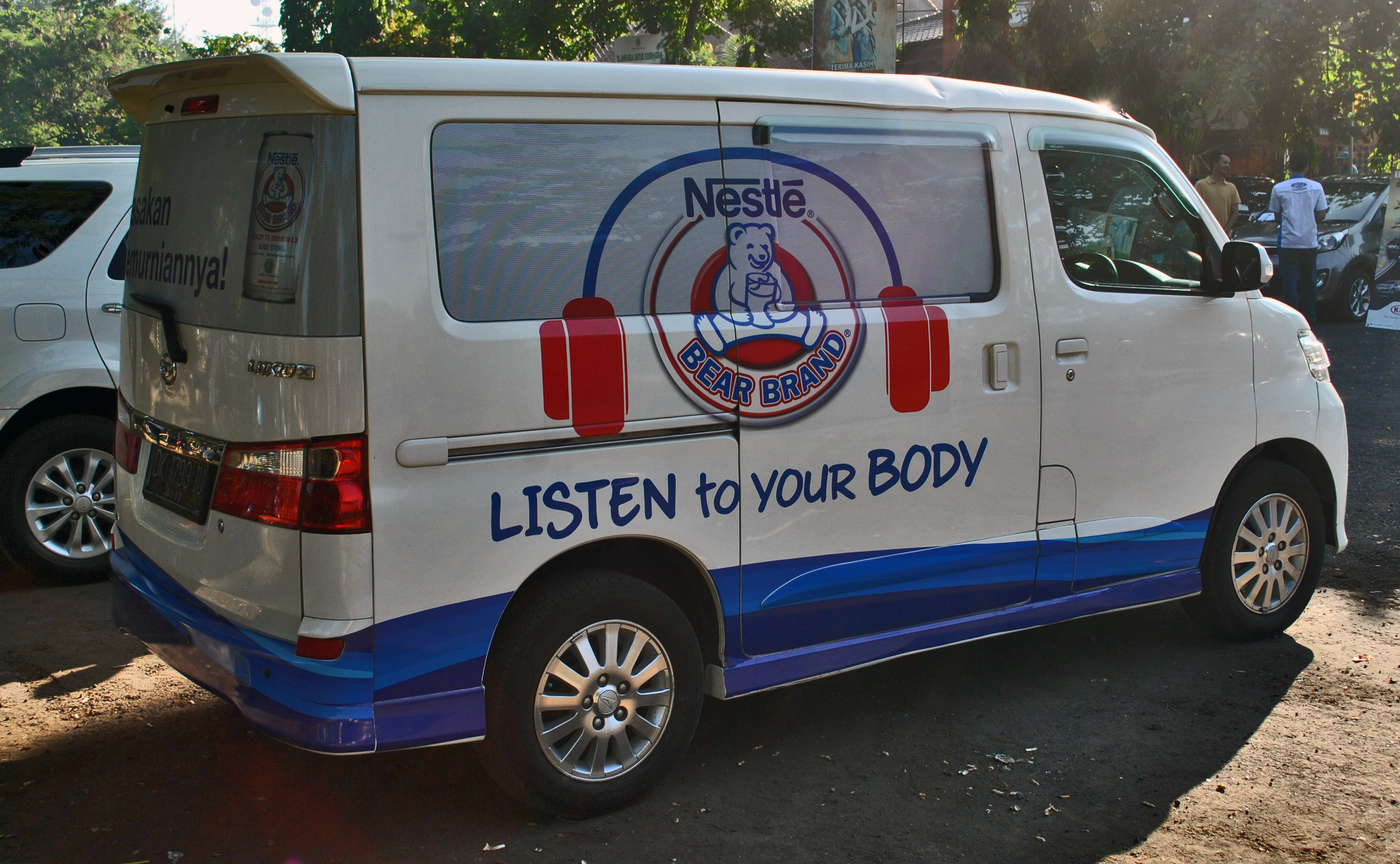
Минивэн Daihatsu Luxio, используемый в рекламных целях на острове Бали
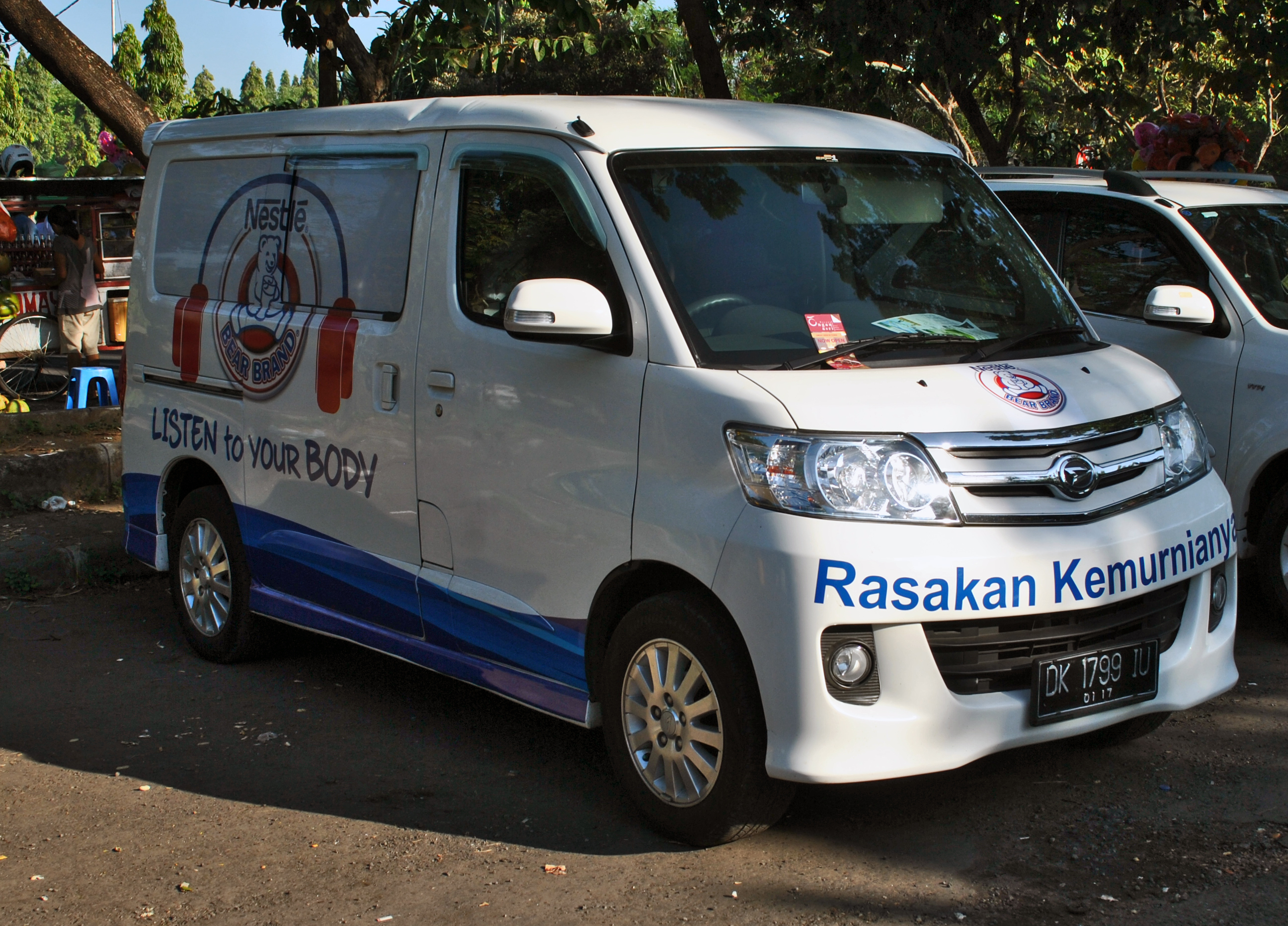
Тот же автомобиль спереди

## Основные конкуренты
Основными конкурентами Nestlé являются Unilever, PepsiCo, Mars, Kraft Foods и Groupe Danone. Nestlé с большим отрывом опережает их: доходы следующей за ней в списке Fortune Global 500 компании Unilever более чем в полтора раза меньше доходов Nestlé.

## Критика

### Сбыт детского питания в развивающихся странах
В 1970-х и 1980-х годах Nestlé и другие компании подвергались жёсткой критике за сбыт продуктов детского питания в развивающихся странах. Их упрекали в использовании агрессивных методов продажи, например, в том, что их торговый персонал под видом медсестёр раздаёт бесплатные пробники продуктов, использование которых при одновременном прекращении кормления грудью приводит к исчезновению у матери собственного молока. Утверждалось, что в результате этого матери попадают в зависимость от дорогих продуктов детского питания, которые не по карману некоторым слоям населения, особенно в развивающихся странах; а использование грязной воды при приготовлении детского питания приводит к болезням и смерти новорождённых.
В 1974 году группа бернских студентов опубликовала исследование под названием «Nestlé убивает младенцев» (нем. Nestlé tötet Babys), посвящённое этой теме, после чего Nestlé подала на них в суд за оскорбление достоинства. Оскорблением достоинства компания посчитала название публикации, а также утверждения о том, что Nestlé виновна в смерти тысяч новорождённых, что её поведение неэтично и что торговый персонал Nestlé маскировался под медсестёр. Судебный процесс закончился в 1976 году. На каждого из тринадцати обвиняемых был наложен символический штраф в размере 300 франков за выбор такого названия для публикации; по остальным пунктам они были оправданы. Судья также посоветовал Nestlé основательно пересмотреть свой подход к маркетингу
В 1981 году Всемирная ассамблея здравоохранения при Всемирной организации здравоохранения приняла «Международный свод правил по сбыту заменителей грудного молока». Компания Nestlé одна из первых внесла коррективы в свою деятельность, адаптируя её к требованиям резолюции ВОЗ. В феврале 1982 года компания Nestlé опубликовала «Инструкцию НЕСТЛЕ по реализации Международного кодекса маркетинга заменителей грудного молока Всемирной Организации Здравоохранения». В октябре этого же года совместно с ВОЗ и ЮНИСЕФ документ был пересмотрен и одобрен.
Однако, несмотря на старания международных организаций, подобная практика продвижения товаров применяется Nestlė и другими производителями детского питания и в XXI веке, в частности в Китае.

### Другие скандалы
В 2002 году полиция Колумбии изъяла у Nestle Colombia 320 тонн сухого молока за ложную информацию на упаковке: оно было просроченным и расфасовано под видом местного бренда. По мнению полиции, Nestle пыталась использовать просроченное молоко для компрометации местного производителя.
В 2008 году компания была одним из главных виновных в скандале с китайским молоком. Сухое молоко, применявшееся для детского питания, содержало меламин; от поражения почек 6 младенцев погибло, а всего пострадало до 300 тыс. детей.
В 2013 году в Канаде Nestlé и несколько других производителей шоколада (Hershey’s и Mars) были оштрафованы на 23 млн долларов за картельный сговор. Также против этих компаний выдвигались обвинения в том, что на плантациях в Кот-д’Ивуаре какао-бобы, используемые компаниями, выращиваются с применением детского труда; часть детей в возрасте 12—15 лет были похищены и нелегально переправлены из соседних стран. Некоторые из этих плантаций созданы на территориях национальных парков.
Nestlé является крупнейшим в мире производителем бутилированной воды. В ряде регионов мира компанию обвиняли в том, что она выкачивает воду через глубокие скважины, лишая чистой воды эти местности. В частности в Калифорнии, несмотря на засуху, компания ежегодно добывает порядка 4 млрд литров воды в Лесном заповеднике Сан-Бернардино, уплачивая за это 524 доллара в год. Лицензия в штате Мичиган обходится компании в 200 долларов, также без ограничения объёма. Подобные обвинения выдвигались в Канаде и Пакистане. Также против компании подавались иски в связи с неверной информацией на этикетке — около половины всей воды в полиэтиленовой таре независимо от бренда оказалось обычной водопроводной водой.

## Интересные факты
- Изначально на логотипе компании Nestle была птица и три птенца в гнезде. В 1988 году в ходе очередного ребрендинга логотип лишился одного птенца.
- Весьма положительный отзыв о Детской муке Нестле был оставлен ещё в ЭСБЕ.
- Также эта компания упоминается в одном из писем Антона Павловича Чехова его брату Александру Павловичу Чехову (13 мая 1883 г. Москва // Чехов А. П. Полное собрание сочинений и писем: В 30 т. Письма: В 12 т. / АН СССР. Ин-т мировой лит. им. А. М. Горького. — М.: Наука, 1974—1983.).